# Stení
Stení är en ort i Cypern.   Den ligger i distriktet Eparchía Páfou, i den västra delen av landet, 80 km väster om huvudstaden Nicosia. Stení ligger 237 meter över havet och antalet invånare är 110. Den ligger på ön Cypern.
Terrängen runt Stení är huvudsakligen kuperad, men åt nordväst är den platt. Trakten runt Stení är mycket glesbefolkad, med 6 invånare per kvadratkilometer. Närmaste större samhälle är Pólis, 5,9 km nordväst om Stení. Trakten runt Stení består till största delen av jordbruksmark.